# Apácatorna
Apácatorna är en ort (by) i provinsen Veszprém i västra Ungern. Orten har 141 invånare (2024), på en yta av 7,29 km². Den ligger cirka 20 kilometer väster om Ajka.